# Condado de Woodlands
El condado de Woodlands es un distrito municipal canadiense situado en la provincia de Alberta.

## Superficie
Woodlands tiene una superficie de 7599,52 km².

## Demografía
En 2021, tenía 4558 habitantes, una densidad poblacional de 0,6 hab./km², y 1991 viviendas.